# 에어드리 유나이티드 FC
에어드리 유나이티드 FC(Airdrie United Football Club, Airdrie United F.C.)는 2002년에 창단된 스코틀랜드 에어드리의 축구 클럽으로, 현재 스코티시 챔피언십에서 활동하고 있다.

## 성적
- 스코틀랜드 풋볼 리그 2부 우승 1회 (2004), 준우승 1회 (2008)
- 스코틀랜드 챌린지 컵 우승 1회 (2009), 준우승 1회 (2004)

## 선수 명단

### 현역
참고: FIFA 자격 규정에 따라 소속된 국가대표팀 국기를 표시합니다. 선수는 복수의 FIFA 비회원국 국적을 가지고 있을 수 있습니다.
| 번호 | 포지션 | 국적 | 이름 |
| ---- | ------ | ---- | ---- |

| 번호 | 포지션 | 국적     | 이름                    |
| ---- | ------ | -------- | ----------------------- |
| 59   | DF     | 자메이카 | 루크 베일리 배들리 모건 |

## 역대 감독
| 감독      | 임기 |
| --------- | ---- |
| 대니 레논 | 2016 |